# Amtsgericht Karlstadt
Das Amtsgericht Karlstadt war ein von 1879 bis 1973 bestehendes bayerisches Gericht der ordentlichen Gerichtsbarkeit mit Sitz in der Stadt Karlstadt.

## Geschichte
Karlstadt wurde im Jahr 1804 Sitz eines Landgerichts älterer Ordnung. Mit Inkrafttreten des Gerichtsverfassungsgesetzes am 1. Oktober 1879 wurde ein Amtsgericht zu Karlstadt errichtet. Übergeordnete Instanz war das Landgericht Würzburg. Im Jahre 1973 wurde das Amtsgericht in das Amtsgericht Gemünden am Main eingegliedert.